# Paolo Sardi
Paolo Sardi (1934–2019) là một Hồng y người Ý của Giáo hội Công giáo Rôma. Ông hiện đảm nhận vai trò Hồng y Đẳng Phó tế Nhà thờ S. Maria Ausiliatrice in Via Tuscolana. Ông từng đảm nhiệm vai trò Người bảo trợ Quân đội Thánh chiến Hiếu khách Dòng Thánh Gioan Jerusalem của Rhodes, Malta từ năm 2010 đến khi hồi hưu năm 2014.
Vốn là một thành viên của Giáo triều Rôma, hồng y Sardi từng đảm nhận rất nhiều các vai trò, vị trí khác nhau trong giáo triều, cụ thể, ông đảm nhận các vai trò: Phó Thẩm định viên Phân ban Thường vụ Phủ Quốc vụ khanh Tòa Thánh (1992–1996), Thành viên Văn phòng Phủ Quốc vụ khanh Tòa Thánh (1996–2004), Hồng y Phó Nhiếp chính (2004–2011), Quyền Người bảo trợ Quân đội Thánh chiến Hiếu khách Dòng Thánh Gioan Jerusalem của Rhodes, Malta (2009–2010). Ông được vinh thăng Hồng y ngày 20 tháng 11 năm 2010, bởi Giáo hoàng Biển Đức XVI.

## Tiểu sử
Hồng y Paolo Sardi sinh ngày 1 tháng 9 năm 1934 tại Ricaldone, Italia. Sau quá trình tu học dài hạn tại các cơ sở chủng viện theo quy định của Giáo luật, ngày 29 tháng 6 năm 1958, Phó tế Sardi, 24 tuổi, tiến đến việc được truyền chức linh mục. Cử hành nghi thức truyền chức cho tân linh mục là giám mục Giuseppe Dell’Omo, Giám mục chính tòa Giáo phận Acqui. Linh mục Sardi đồng thời cũng là thành viên linh mục đoàn Giáo phận Acqui.
Sau gần 40 năm thi hành các công việc mục vụ với thẩm quyền và cương vị của một linh mục, ngày 10 tháng 12 năm 1996, Tòa Thánh công bố tin Giáo hoàng đã quyết định tuyển chọn linh mục Paolo Sardi, 62 tuổi, gia nhập Giám mục đoàn Công giáo Hoàn vũ, với vị trí được bổ nhiệm là Thành viên Văn phòng Phủ Quốc vụ khanh Tòa Thánh, danh nghĩa Tổng giám mục hiệu tòa Sutrium. Lễ tấn phong cho vị giám mục tân cử được tổ chức sau đó vào ngày 6 tháng 1 năm 1997, với phần nghi thức chính yếu được cử hành cách trọng thể bởi 3 giáo sĩ cấp cao, gồm chủ phong là đương kim giáo hoàng, Giáo hoàng Gioan Phaolô II; hai vị giáo sĩ còn lại, với vai trò phụ phong, gồm có Tổng giám mục Giovanni Battista Re, Thành viên Văn phòng Phủ Quốc vụ khanh Tòa Thánh và Tổng giám mục Miroslav Stefan Marusyn, Tổng Thư ký Thánh bộ Các giáo hội Công giáo Đông Phương. Tân giám mục chọn cho mình châm ngôn:CARITAS OMNIA SUSTINET.
Sau gần 8 năm công tác tại Phủ Quốc vụ khanh Tòa Thánh, Tổng giám mục Paolo Sardi được Tòa Thánh bổ nhiệm vào một chức vị quan trọng trong giáo triều Rôma, Phó Nhiếp chính Giáo hội Công giáo Rôma. Thông báo về việc bổ nhiệm này được Tòa Thánh công bố cách rộng rãi vào ngày 23 tháng 10 năm 2004.
Ngoài các chức vụ trong giáo triều Rôma, ông còn đảm nhiệm vai trò Quyền Người bảo trợ Quân đội Thánh chiến Hiếu khách Dòng Thánh Gioan Jerusalem của Rhodes, Malta trong khoảng thời gian ngắn từ ngày 6 tháng 6 năm 2009 đến khi trở thành Người bảo trợ Quân đội Thánh chiến Hiếu khách Dòng Thánh Gioan Jerusalem của Rhodes, Malta vào ngày 30 tháng 11 năm 2010.
Tòa Thánh chấp thuận đơn xin từ nhiệm chức danh Phó Nhiếp chính vào ngày 22 tháng 1 năm 2011, vì lý do tuổi tác theo Giáo luật. Riêng chức vụ Người bảo trợ Quân đội Thánh chiến Hiếu khách Dòng Thánh Gioan Jerusalem của Rhodes, Malta ông giữ đến ngày 8 tháng 11 năm 2014.
Bằng công nghị Hồng y năm 2010 được cử hành ngày 20 tháng 11, Giáo hoàng Biển Đức XVI vinh thăng Tổng giám mục Paolo Sardi tước vị danh dự, Hồng y. Tân Hồng y thuộc Đẳng Hồng y Phó tế và Nhà thờ Hiệu tòa được chỉ định là Nhà thờ S. Maria Ausiliatrice in Via Tuscolana. Tân Hồng y sau đó đã cử hành các nghi thức nhận nhà thờ hiệu tòa của mình vào ngày 24 tháng 5 năm 2011.
Ông qua đời vào ngày 13 tháng 7 năm 2019.